# På en ö med dej
På en ö med dej (engelska: On an Island with You) är en amerikansk musikalisk komedifilm i Technicolor från 1948 i regi av Richard Thorpe. I huvudrollerna ses Esther Williams, Peter Lawford, Ricardo Montalbán, Cyd Charisse, Kathryn Beaumont och Jimmy Durante. Detta var den andra av tre filmer där Williams och Montalbán spelade mot varandra, de andra två är Fiesta (1947) och Neptuns dotter (1949).

## Rollista i urval
- Esther Williams - Rosalind Reynolds
- Peter Lawford - Lt. Lawrence Y. Kingslee
- Ricardo Montalbán - Ricardo Montez (sångröst dubbad av Bill Lee)
- Jimmy Durante - Jimmy Buckley
- Cyd Charisse - Yvonne Torro
- Leon Ames - Kommendör Harrison
- Kathryn Beaumont - Penelope Peabody aka Pineapple
- Dick Simmons - George Blaine
- Xavier Cugat - Xavier Cugat